# شعور بالذنب
الشعور بالذنب هو عاطفة يواجهها بعض الأشخاص الذين يعتقدون بأنهم قد ارتكبوا خطأ ما. ومن منظور قانوني، يمكن الإشارة إلى الذنب على أنه ارتكاب خطأً قانونياً، بغض النظر عن كيفية شعور المذنب به وقد يولد هذا الشعور ممارسات حياتية مرضية مثل الوسواس القهرى الذي فسره فرويد بانه شعور بالذنب المتولد من تعرض الفرد لتجربة تحرش جنسى في الطفولة يحاول أن يزيل اثامها بالتنظيف المبالغ فيه للأيدى والجسم على سبيل المثال.